# NGC 6140
NGC 6140 is een balkspiraalstelsel in het sterrenbeeld Draak. Het hemelobject werd op 3 juni 1788 ontdekt door de Duits-Britse astronoom William Herschel.

## Synoniemen
- UGC 10359
- MCG 11-20-12
- ZWG 320.25
- IRAS 16206+6530
- PGC 57886